# Hey, Arnold!
Hey, Arnold! (Hey Arnold!) è una serie televisiva a cartoni animati prodotta da Nickelodeon.

## Trama
La storia racconta di un ragazzo di nome Arnold che è soprannominato "testa da football" per via della forma della sua testa. Vive coi nonni nel loro pensionato, che sono la nonna, Gertie detta "Pookie", è quella che si dice una cowgirl: sportiva, combattiva, sempre pronta ad intonare le canzoni del vecchio west. Il nonno, Phil, passa invece le sue giornate in interminabili discussioni con gli amici, nonché pensionanti, Oskar, Ernie e Mr Hyunh. Arnold frequenta anche gli amici del quartiere: Helga, sembra gelosa ma segretamente innamorata di lui; Gerald, il suo inossidabile amico, Phoebe, Rhonda e Harold, Stinky, Sid e Eugene.

## Personaggi
- Arnold Shortman: È un bambino di 9 anni sognatore e idealista, che cerca sempre di vedere il meglio nelle altre persone e di fare la cosa giusta, anche se a volte esagera con la sua buona fede e la fiducia negli altri. I suoi amici lo considerano la persona più onesta che conoscano, in quanto difficilmente dice bugie o si sottrae alle sue responsabilità ed evita sempre i problemi. I suoi genitori sono scomparsi nella giungla sudamericana quando era piccolo durante una missione medica, così vive a casa dei nonni in un pensionato con inquilini eccentrici che non sono quasi mai d'accordo, ma che si comportano come la sua famiglia.

- Helga G. Pataki: compagna di classe di Arnold, è una bambina profondamente insicura e costantemente prepotente, che dichiara di disprezzare Arnold, ma che nasconde dei profondi sentimenti d'amore per lui. Proviene da una famiglia disfunzionale, e i suoi genitori preferiscono a lei sua sorella maggiore Olga, che si è distinta nel mondo artistico e ambiti accademici.

- Gerald Johansen: È il migliore amico e compagno di classe di Arnold. È un bambino afroamericano di 9 anni che condivide i suoi stessi interessi, soprattutto sportivi. Il suo atteggiamento è più freddo e meno sognatore di quello Arnold, motivo per cui a volte non riesce a comprendere alcuni suoi pensieri e atteggiamenti. Anche se a volte non è d'accordo con Arnold, si fida sempre di lui anche quando gli altri non lo fanno. È molto popolare tra i ragazzi della sua età, perché è lui a raccontare le leggende metropolitane che infestano la città. Il suo interesse amoroso è Phoebe e lei prova lo stesso per lui, ma nessuno dei due lo riconosce apertamente.

- Phoebe Heyerdahl: La migliore amica di Helga, è la bambina più diligente della classe. È una ragazza sensibile e di solito spiega piccoli dettagli agli altri quando non capiscono qualcosa, anche se è molto insicura quando si tratta di rapporti interpersonali con i suoi coetanei. È asiatica da parte di padre, sua madre viene dal Kentucky. Phoebe è l'interesse amoroso di Gerald, anche se non lo riconoscono apertamente.

- Phil Shortman: È il nonno paterno di Arnold, e padre di Miles, il padre di Arnold. Dà sempre consigli assurdi al nipote, e quando racconta qualcosa di solito esagera tutto. Nonostante ciò, Arnold gli chiede sempre consiglio e parlare con il nonno lo aiuta a riflettere sulla situazione. Nonostante sia anziano, Phil gode di ottima salute ed è in ottime condizioni fisiche.

- "Pookie" Gertie : È la nonna di Arnold. Gertie è eccentrica, svanita, chiama tutti con nomi diversi e le piace travestirsi. Come Phil, gode di ottima salute ed è anche molto abile in molte attività fisiche. Conosce il karate, balla, fa surf e suona vari strumenti musicali come il pianoforte, tra gli altri. Sebbene agisca spesso in modo incongruo, in alcune occasioni in cui Arnold è triste, si comporta normalmente ed è pienamente consapevole di ciò che sta accadendo.

- Harold Berman: È un ragazzo in sovrappeso che fa parte degli amici di Arnold. Harold è il personaggio che cambia di più dalla prima all'ultima stagione della serie. All'inizio è il bullo della classe, picchia e insulta gli altri, mentre nelle ultime stagioni, Harold non è più violento, esce di più con gli altri bambini ed è più gentile, e il ruolo del bullo ricade maggiormente su Wolfgang, studente di quinta elementare. In un episodio viene rivelato che lui e la sua famiglia sono ebrei.

- Sid: È uno degli amici di Arnold, di bassa statura e ha il naso grosso e il berretto spinto all'indietro. È molto esagerato e fa scandalo per tutto ciò che gli accade. Dubita sempre di tutti ed è molto diffidente. Le sue esagerazioni di solito portano alla paranoia, sebbene sia molto negligente in quello che fa.

- Stinky Peterson: È un ragazzo di campagna alto e allampanato con pensieri semplici e un tono di voce strano. Nonostante ciò, in realtà è molto più intelligente di quanto la gente pensi e non gli piace quando le persone lo ritengono uno stupido.

- Rhonda Wellington Lloyd: Una delle ragazze più popolari della scuola e autoproclamata "regina della moda", Rhonda è viziata, ricca, ossessionata dalla moda e un po' snob, ma ha un lato amichevole che viene fuori abbastanza spesso. La sua migliore amica è Nadine, ma la si vede spesso uscire con Arnold e la banda. È implicito che lei e Harold si piacciano, ed è anche una giocatrice di football sorprendentemente brava.

- Eugene Horowitz: Un bambino estremamente sfortunato, che si ferisce spesso e spesso viene evitato dagli altri bambini, soprattutto perché temono che la sua sfortuna sia contagiosa. Arnold è l'unico che lo tratta da pari e cerca continuamente di dimostrare che non porta sfortuna, con risultati molto altalenanti.

- Lila Sawyer: Una povera ragazza di campagna che inizia a frequentare la classe di Arnold nella seconda stagione, essendosi trasferita con il padre da Pleasantville, California, una comunità agricola. All'inizio le altre ragazze sono gelose della sua  popolarità fra i ragazzi, ma quando scoprono la sua vita familiare umile e svantaggiata, iniziano a sentirsi molto dispiaciute per lei. Finisce per sviluppare un triangolo amoroso con Arnold e Helga.

- "Curly" Thaddeus Gammelthorpe: compagno di classe di Arnold che gli occhiali e si comporta in modo strano. Ha i capelli corti a forma di fungo, parla quasi sempre di cose assurde e senza senso. Si comporta in modo del tutto imprevedibile. È innamorato di Rhonda, ma lei lo rifiuta apertamente.

- Sig. Simmons: È l'insegnante della classe di quarta elementare frequentata da Arnold e i suoi amici. È stato nominato "Insegnante dell'anno" perché gli piace insegnare e rendere divertente l'apprendimento. Generalmente è bravo con gli studenti e non attribuisce molta importanza alla disciplina.

- Nadine: È un'altra ragazza della stessa classe di Arnold. È la migliore amica di Rhonda, con cui ha una relazione amichevole simile a quella tra Helga e Phoebe. Stranamente, ha la pelle scura e i capelli biondi legati in trecce. In un episodio Arnold è coinvolto in un conflitto tra Rhonda e Nadine.

- Sheena: Un'altra ragazza della classe di Arnold. È alta e ha i capelli castani lunghi fino alle spalle tenuti con mollette. Indossa una camicetta verde con un fiore ricamato. Si sa solo che fa parte del gruppo di amici di Arnold, lo si vede costantemente partecipare ai giochi dei bambini. Ed è attratta da Eugene in un certo senso.

- Oskar Kokoshka: uno degli ospiti del pensionato dove vive Arnold, è un immigrato fallito e disoccupato, odiato da quasi tutti gli inquilini, soprattutto da Phil. È egoista, pigro, cinico e si approfitta di tutti. Nonostante ciò, Arnold gli insegna a leggere e gli trova lavoro come fattorino di giornali.

- Suzie Kokoshka: la moglie di Oskar. Lavora in un grande magazzino. Ama moltissimo suo marito, nonostante debba mantenerlo.

- Ernie Potts: È uno degli inquilini del pensionato di Arnold, caratterizzato dall'avere un pessimo carattere. Lavora come demolitore di edifici, cosa che lo rende molto orgoglioso, è molto basso (quasi come Arnold), e ha una grande varietà di esplosivi che tiene sotto il letto.

- Sig. Hyunh: immigrato vietnamita che lavora al ristorante messicano "El Patio". Ha un grande talento per la musica country, è gentile e disponibile ma non esita a partecipare alle attività di Ernie e Oscar, come gareggiare in una corsa di muli. Quando era in Vietnam, decise di affidare sua figlia ai soldati in modo che potesse essere al sicuro dalla guerra. Dopo la suddetta guerra, andò in America per cercarla, ma tutti i tentativi si sono conclusi senza successo. Riuscirà a ricongiungersi con lei grazie all'aiuto di Arnold.

## Doppiaggio
| Personaggi                    | Doppiatori originali                                                                              | Doppiatori italiani   |
| ----------------------------- | ------------------------------------------------------------------------------------------------- | --------------------- |
| Arnold                        | Toran Caudell (st. 1) Phillip Glenn Van Dyke (st. 2-3) Spencer Klein (st. 4) Alex D. Linz (st. 5) | Gaia Bolognesi        |
| Gerald Johanssen              | Jamil Walker Smith                                                                                | Tatiana Dessi         |
| Helga Pataki                  | Francesca Smith                                                                                   | Paola Majano          |
| Nonna Pookie                  | Tress MacNeille                                                                                   | Noemi Gifuni          |
| Nonno Phil                    | Dan Castellaneta                                                                                  | Paolo Marchese        |
| Harold Berman                 | Justin Shenkarow                                                                                  | Daniele Raffaeli      |
| Phoebe Heyerdahl              | Anndi McAfee                                                                                      | Greta Bonetti         |
| Rhonda Wellington Lloyd       | Olivia Hack                                                                                       | Francesca Manicone    |
| Stinky Peterson               | Christopher P. Walberg                                                                            | Daniele De Carolis    |
| Sid                           | Sam Gifaldi                                                                                       | Sacha De Toni         |
| Eugene Horowitz               | Christopher Castile (st. 1) Benjamin Diskin (st. 2-5) Blake McIver Ewing (st. 5)                  | Lorenzo De Angelis    |
| Ernie Potts                   | Dom Irrera                                                                                        | Alberto Angrisano     |
| Sig. Hyunh                    | Baoan Coleman                                                                                     | Franco Mannella       |
| Oskar Kokoshka                | Steve Viksten                                                                                     | Manfredi Aliquò       |
| Suzie Kokoshka                | Mary Scheer                                                                                       | Stefanella Marrama    |
| "Curly" Thaddeus Gammelthorpe | Adam Wylie                                                                                        | Monica Vulcano        |
| Lila Sawyer                   | Ashley Buccille                                                                                   | Letizia Scifoni       |
| Harvey (postino)              | Lou Rawls                                                                                         | Vladimiro Conti       |
| Sgra. Vitello                 | Elizabeth Ashley                                                                                  | Graziella Polesinanti |
| Miss Slovak                   | Tress MacNeille                                                                                   | Lorenza Biella        |
| Preside Wartz                 | David Wohl                                                                                        | Bruno Alessandro      |
| "Big" Bob Pataki              | Maurice LaMarche                                                                                  | Giorgio Locuratolo    |
| Miriam Pataki                 | Kath Soucie                                                                                       | Antonella Rendina     |
| Marty Green                   | James Keane                                                                                       | Roberto Draghetti     |
| Robert Simmons                | Dan Butler                                                                                        | Gianni Bersanetti     |
| Wolfgang                      | Toran Caudell                                                                                     | Simone Crisari        |
| Ludwig                        | Phillip Glenn Van Dyke                                                                            |                       |
| Miles (padre di Arnold)       | Craig Bartlett                                                                                    | Gerolamo Alchieri     |
| Stella (madre di Arnold)      | Tress MacNeille                                                                                   |                       |

## Film
Il 28 giugno del 2002, è stato distribuito il film inerente alla serie, dal titolo Hey Arnold! Il film. Un altro film, che funge da finale per la serie, è uscito il novembre del 2017, intitolato Hey Arnold! Il film della giungla.